# چارلز کرسون
 چارلز کرسون (انگلیسی: Charles Cresson؛ زاده ۲۳ مارس ۱۸۷۴ درگذشته ۲۷ فوریهٔ ۱۹۴۹) یک تنیس‌باز بود.